# Modellgussprothese

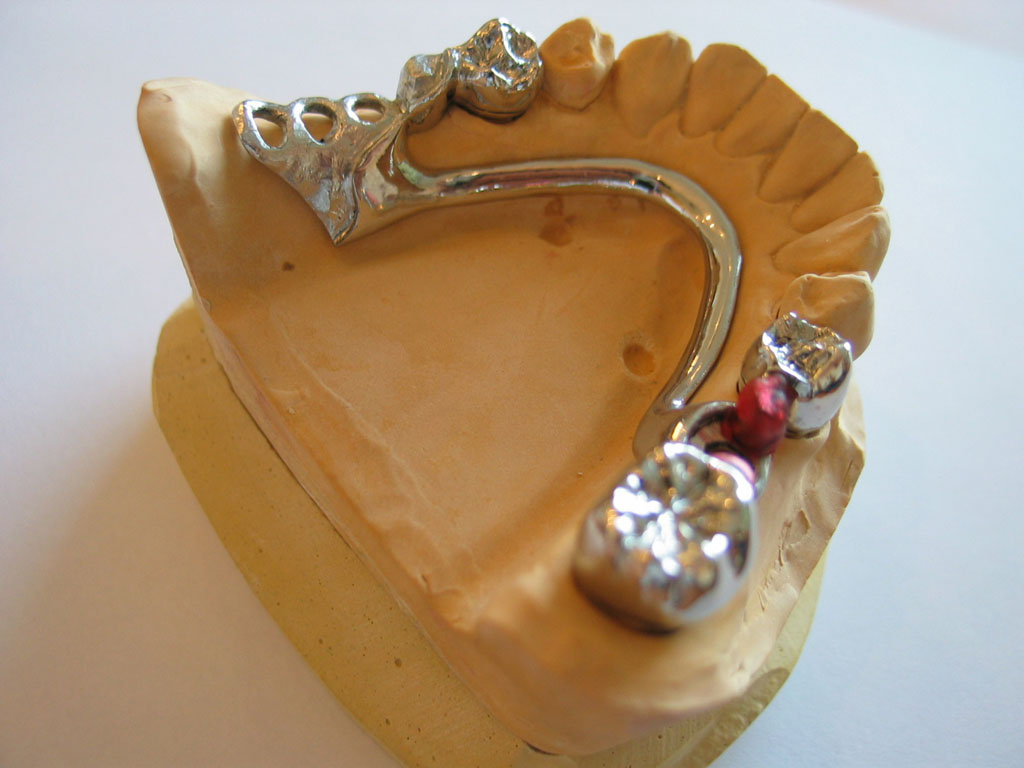
Modellgussgerüst mit Geschiebe

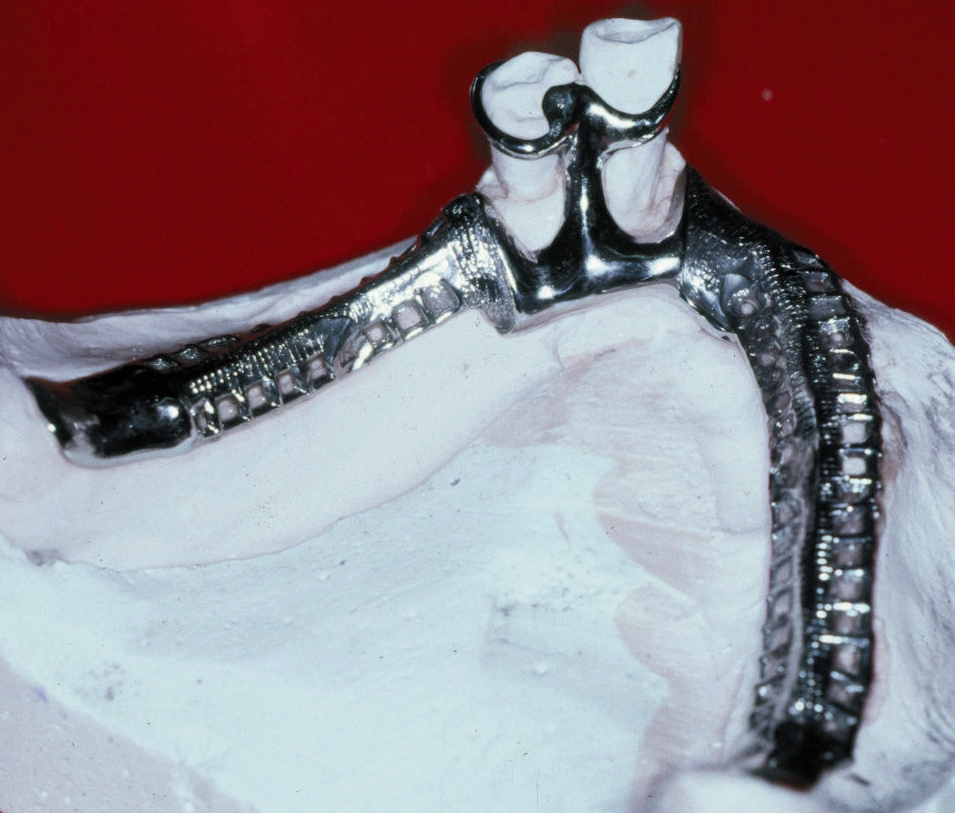
Gerüst für eine Unterkiefer-Modellgussprothese

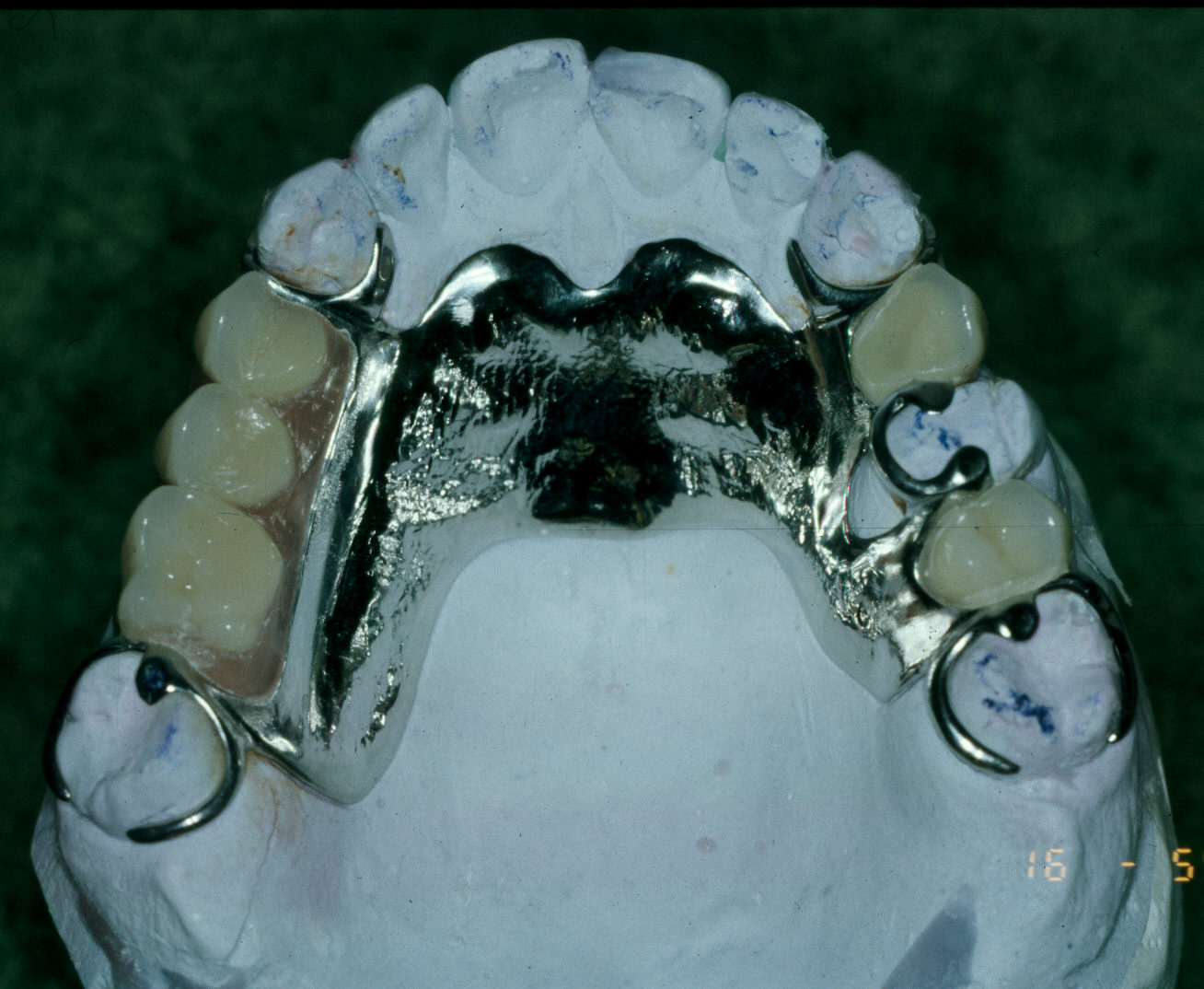
Oberkiefer-Modellgussprothese

Eine Modellgussprothese  (Zahnersatz), kurz MOG ist eine kostengünstige, ästhetisch eher unbefriedigende Teilprothese. Ihr Metallgerüst (einschließlich der Halte- und Stützelemente – sogenannte Klammern) wird aus einer Chrom-Cobalt-Molybdän-Legierung (im Fachjargon: NEM, bestehend aus 65 % Co, 30 % Cr und 5 % Mo) in einem Stück gegossen. Auf diesem sehr stabilen Gerüst werden die Prothesensättel mit den künstlichen Zähnen befestigt.
Sie ist als Standardversorgung beim Verlust mehrerer Zähne indiziert, wenn festsitzender Zahnersatz nicht mehr möglich ist und dient vorwiegend der Wiederherstellung der mastikatorischen (Kauen), phonetischen (Sprechen), und ästhetisch-physiologischen (Aussehen und Gesichtsausdruck) Funktion. Die Prothese ist ein abnehmbarer Zahnersatz (sog. unbedingt abnehmbarer Zahnersatz) und kann somit außerhalb des Mundes gereinigt werden. Beim Verlust weiterer Zähne kann sie in den meisten Fällen erweitert werden. Die starren Klammern umfassen die noch vorhandenen natürlichen Zähne bzw. Kronen; der Prothesensattel liegt auf dem Kieferkamm auf, wodurch der Zahnersatz meist parodontal (auf Zähnen) und gingival/tegumental (auf Zahnfleisch) getragen wird. Die Prothese sollte optimal passen, um Hebelwirkungen auszuschließen und das Restgebiss nicht zu schädigen.

## Planung

Rotationsachse und Unterstützungspolygon

Angestrebt wird ein Zahnersatz, dessen Kinetik (Bewegung der Teilprothese) so gering wie möglich ist. Elemente, die die Kinetik der Teilprothese beeinflussen, sind die Halte- und Stützelemente (Parodont) und die Prothesenbasis (Tegument). Als Stützzonen werden Gebiete eines Zahnes genannt, die die Belastungskräfte auf das Parodont weitergeben. Die Verbindung zwei dieser Zonen (S2 und S3) ergeben eine Stützlinie, mehr als zwei Zonen (mit S1) eine Stützfläche – das Unterstützungspolygon.
Eine Rotationsachse ist dann vorhanden, wenn ein kraftaufnehmender Bereich außerhalb des Unterstützungspolygons hinzukommt. Die Achse wird aus der Begrenzungslinie der paradontalen und tegumentalen Bereiche gebildet.
Bei parodontal/tegumental getragenem Zahnersatz wird versucht, die zu belastenden Kauflächenanteile möglichst nahe an die Rotationsachse zu legen – z. B. durch das Aufstellen der Kunststoffzähne nur bis zum ersten Molar. Bei Vierpunktabstützung (durch vier Klammern; ohne Freiendsattel) ist keine Rotationsachse vorhanden, sondern nur das aus ihnen gebildete Unterstützungspolygon.
Ankerzähne werden festgelegt nach den noch vorhandenen Zähnen und deren Pfeilerwertigkeit (Zahnzustand). Im Lückengebiss sind Ankerzähne an jedem zahnbegrenzten Abschnitt festzulegen. Schaltsattel werden normalerweise immer mesial und distal verklammert (im Frontzahngebiet aus ästhetischen Gründen eher nicht) – Freiendsattel immer sattelfern.
Als Halteelemente bieten sich an:
- Doppelarmklammer
- Ringklammer
- Bonwillklammer
- Roachklammer

### Kippmeiderermittlung

Kippmeiderermittlung

1. Ermittlung der Rotationsachse, um die sich der Freiendsattel drehen kann (Begrenzungslinie der parodontalen und tegumentalen Bereiche)
2. Halbierung der Rotationsachse (B)
3. Vom distalsten Punkt des Freiendsattels (C) wird eine Linie zu (B) gezogen und um die gleiche Länge verlängert
4. An Punkt D wäre ideale Lage einer Klammer als Kippmeider; nächste Möglichkeit: Zahn 24, wobei dessen Kraftarm (k) kürzer ist als der Lastarm (L). Um diesen Nachteil zu beheben bzw. zu verbessern wird Zahn 17 außer Kontakt gestellt. Nun ergibt sich als neuer Lastarm die rote Strecke bis (E)

## Prothesenherstellung
Nach der Abformung (Abdrucknahme) des Patientengebisses wird ein Meistermodell hergestellt und mit dem Gegenbiss in einen Artikulator montiert. Nach der Vermessung des Arbeitsmodells mit einem Parallelometer werden Klammern und Basis bzw. Bügel eingezeichnet und bestimmte Bereiche auf dem Modell radiert. Nun wird durch Doublierung der Ausgangsmodelle ein Einbettmassenmodell hergestellt, auf dem das Metallgerüst aus Wachsfertigteilen modelliert wird. Nach dem Einbetten wird die Muffel in den Vorwärmofen gestellt und aufgeheizt, bis der Modellguss gegossen werden kann und anschließend langsam abkühlen muss.
Nun erfolgen das Ausbetten, Ausarbeiten und die Metallpolitur. Der Zahnarzt erhält danach die Arbeit zur Gerüsteinprobe. Jetzt kann der Zahntechniker auf dem Gerüst die Prothese mit künstlichen Zähnen und Kunststoffsatteln aus Kaltpolymerisat fertigstellen.